# Cirolana (Anopsilana) jonesi
Cirolana (Anopsilana) jonesi is een pissebed uit de familie Cirolanidae. De wetenschappelijke naam van de soort is voor het eerst geldig gepubliceerd in 1987 door Kensley.